# برایان اشمیت (بازیکن فوتبال)
برایان اشمیت (انگلیسی: Bryan Schmidt؛ زادهٔ ۱۹ نوامبر ۱۹۹۵) بازیکن فوتبال اهل آرژانتین است.
از باشگاه‌هایی که در آن بازی کرده‌است می‌توان به باشگاه فوتبال آرسنال ساراندی اشاره کرد.